# Ascodipteron africanum
Ascodipteron africanum är en tvåvingeart som beskrevs av Jobling 1939. Ascodipteron africanum ingår i släktet Ascodipteron och familjen lusflugor. Inga underarter finns listade i Catalogue of Life.